# Sergio Cunningham
Sergio Cunningham Torres (Ciudad de Panamá, 1 de abril de 1988) es un futbolista panameño. Juega como mediocampista. Actualmente juega en el Real Estelí FC de la Primera División de Nicaragua.

## Trayectoria

### Tauro F.C.
Hizo su debut como juvenil el 12 de abril de 2014 con el primer equipo del Tauro FC en un partido contra el equipo de Chepo FC, que finalizó con un marcador de 0-2 a favor de Tauro y en el cual hizo su primer gol como profesional. Con Tauro logró su primer título como profesional en la Liga Panameña de Fútbol.

### Chorrillo F.C.
Fue fichado por el equipo de Chorrillo FC en enero del año 2015, con el cual disputó un total de 29 partidos y obtuvo 2 subcampeonatos (Apertura 2015, Clausura 2016).

### Alianza F.C.
Desde julio de 2017 formó parte del equipo, en el cual disputó solamente un total de 5 partidos.

### San Francisco F.C.
Luego de ser agente libre fue fichado por el San Francisco FC de La Chorrera después de un partido de pretemporada contra el equipo de AFUTPA (equipo de la asociación de futbolistas de Panamá) al cuál pertenecía como parte de los jugadores sin contrato. Hizo su debut con el equipo el 26 de enero de 2020 en la primera fecha del Torneo Apertura 2020 contra el equipo de Atlético Chiriqui en la victoria 0-2 del San Francisco, como visitante. Anotó su primer gol con el equipo en la jornada 2 en el partido contra el CD Plaza Amador que finalizó 6-3 a favor del San Francisco FC.

### Veraguas
Fue anunciado como nuevo jugador del Veraguas CD a finales del 2020; disputó 34 partidos en dos torneos e hizo 5 goles.

### Herrera FC
El 5 de enero de 2022 fue anunciado como nuevo jugador del Herrera FC. Con el club un torneo en los cuales disputó 14 partidos e hizo 6 goles.

### Tauro FC
Fue anunciado como nuevo jugador del Tauro FC el 23 de junio de 2022. Disputó con el club 13 partidos e hizo 1 gol.

### Herrera FC
A finales del 2022 fue anunciado su regreso al Herrera FC. Disputó 12 partidos anotando 2 goles y haciendo 5 asistencias.

### CA Independiente
El 28 de junio de 2023 fue anunciado como nuevo jugador del Club Atlético Independiente de La Chorrera. Con el club disputó la Copa Centroamericana de Concacaf 2023 en donde jugó 8 partidos llegando hasta semifinales, salió campeón del Torneo Clausura 2023 en donde jugó 13 partidos y anotó 2 goles.

### Real Estelí FC
El 4 de enero de 2024 fue anunciado como nuevo jugador del Real Estelí FC. Debutó con el club el 13 de enero de 2024 en la victoria 3 a 4 contra el Diriangén FC en el Estadio Cacique Diriangén en donde fue titular jugando todo el partido. Salió campeón de la Copa Primera 2023-24 en donde jugó 2 partidos.

### UNAN Managua FC
El 3 de junio de 2024 fue anunciado como nuevo jugador del UNAN Managua FC.

## Estadísticas
Datos de las temporadas jugadas: 
| Club                       | Div                 | Temporada           | Liga  | Liga  | Copa Nacional | Copa Nacional | Copa Internacional | Copa Internacional | Total | Total | Prom. · |
| Club                       | Div                 | Temporada           | Part. | Goles | Part.         | Goles         | Part.              | Goles              | Part. | Goles | Prom. · |
| -------------------------- | ------------------- | ------------------- | ----- | ----- | ------------- | ------------- | ------------------ | ------------------ | ----- | ----- | ------- |
| Tauro FC · Panamá          | 1ª                  | 2013-14             | 1     | 1     | -             | -             | -                  | -                  | 1     | 1     | 1,00    |
| Tauro FC · Panamá          | Total               | Total               | 1     | 1     | -             | -             | -                  | -                  | 1     | 1     | 1,00    |
| Chorrillo FC · Panamá      | 1ª                  | 2015-I              | 3     | 0     | -             | -             | -                  | -                  | 3     | 0     | 0,00    |
| Chorrillo FC · Panamá      | 1ª                  | 2015-16             | 13    | 1     | -             | -             | -                  | -                  | 13    | 1     | 0,08    |
| Chorrillo FC · Panamá      | Total               | Total               | 16    | 1     | -             | -             | -                  | -                  | 16    | 1     | 0,06    |
| Alianza FC · Panamá        | 1ª                  | 2016-17             | 5     | 0     | -             | -             | -                  | -                  | 5     | 0     | 0,00    |
| Alianza FC · Panamá        | Total               | Total               | 5     | 0     | -             | -             | -                  | -                  | 5     | 0     | 0,00    |
| San Francisco FC · Panamá  | 1ª                  | 2020                | 12    | 2     | -             | -             | 1                  | 0                  | 12    | 2     | 0,16    |
| San Francisco FC · Panamá  | Total               | Total               | 12    | 2     | 0             | 0             | 1                  | 0                  | 12    | 2     | 0,16    |
| Veraguas CD · Panamá       | 1ª                  | 2021-II             | 34    | 5     | -             | -             | -                  | -                  | 34    | 5     | 0,14    |
| Veraguas CD · Panamá       | Total               | Total               | 34    | 5     | 0             | 0             | 0                  | 0                  | 34    | 5     | 0,14    |
| Herrera FC · Panamá        | 1ª                  | 2022                | 14    | 6     | -             | -             | -                  | -                  | 14    | 6     | 0,42    |
| Herrera FC · Panamá        | Total               | Total               | 14    | 6     | 0             | 0             | 0                  | 0                  | 14    | 6     | 0,42    |
| Tauro FC · Panamá          | 1ª                  | 2022                | 12    | 1     | -             | -             | 3                  | 0                  | 15    | 1     | 0,06    |
| Tauro FC · Panamá          | Total               | Total               | 12    | 1     | 0             | 0             | 3                  | 0                  | 15    | 1     | 0,06    |
| Herrera FC · Panamá        | 1ª                  | 2023-I              | 12    | 2     | -             | -             | -                  | -                  | 12    | 2     | 0,16    |
| Herrera FC · Panamá        | Total               | Total               | 12    | 2     | 0             | 0             | 0                  | 0                  | 12    | 2     | 0,16    |
| CA Independiente · Panamá  | 1ª                  | 2023-II             | 13    | 2     | -             | -             | 8                  | 0                  | 21    | 2     | 0,09    |
| CA Independiente · Panamá  | Total               | Total               | 13    | 2     | 0             | 0             | 8                  | 0                  | 21    | 2     | 0,09    |
| Real Estelí FC · Nicaragua | 1ª                  | 2024                | 0     | 0     | 1             | 0             | 0                  | 0                  | 0     | 0     | 0,00    |
| Real Estelí FC · Nicaragua | Total               | Total               | 0     | 0     | 2             | 0             | 0                  | 0                  | 2     | 0     | 0,00    |
| Total en su carrera        | Total en su carrera | Total en su carrera | 119   | 20    | 2             | 0             | 12                 | 0                  | 133   | 20    | 0,15    |

## Palmarés
| Título          | Club             | Sede      | Año     |
| --------------- | ---------------- | --------- | ------- |
| Torneo Apertura | Tauro FC         | Panamá    | 2013    |
| Torneo Clausura | CA Independiente | Panamá    | 2023    |
| Copa Primera    | Real Estelí FC   | Nicaragua | 2023-24 |